# Johowia chilensis
Johowia chilensis är en tvåvingeart som beskrevs av Silva Figueroa 1916. Johowia chilensis ingår i släktet Johowia och familjen puckelflugor. Inga underarter finns listade i Catalogue of Life.